# تری گترکول

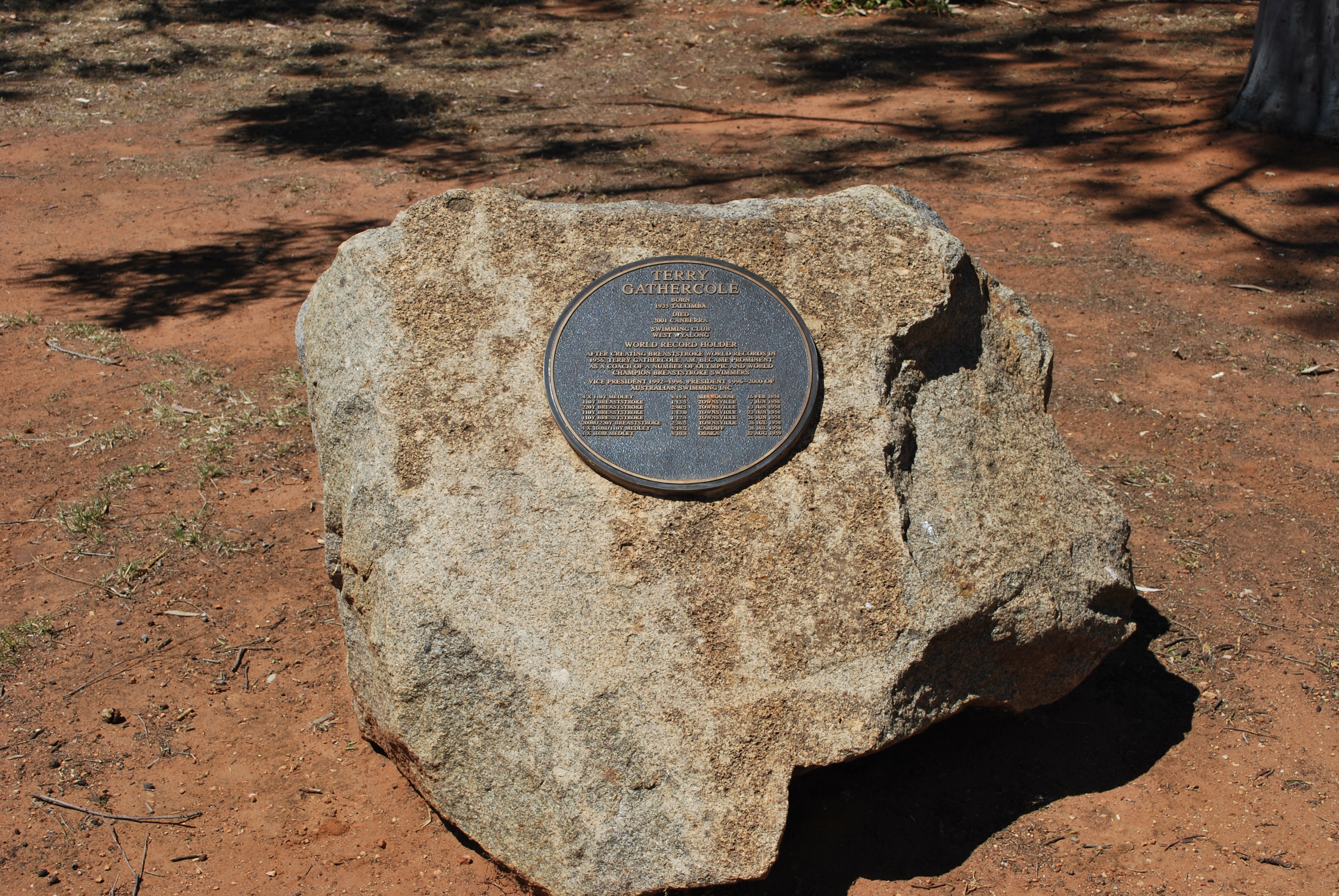
سنگ‌بنای یادبود تری گترکول - ۲۰۱۱

تری گترکول (انگلیسی: Terry Gathercole; ۲۵ نوامبر ۱۹۳۵ – ۳۰ مهٔ ۲۰۰۱) شناگر اهل استرالیا بود.
وی در مسابقات کشوری و بین‌المللی در مجموع برندهٔ ۲ مدال طلا، ۱ مدال نقره شده‌است.